# Roger Buchonnet
Roger Buchonnet (Magnet, Alier, 30 de maig de 1926 - Saint-Myon, Puèi Domat, 3 de març de 2001) va ser un ciclista francès que fou professional entre 1948 i 1958. En el seu palmarès destaquen dues etapes a la París-Niça i una a la Volta a Catalunya.

## Palmarès
- 1951
  - Vencedor d'una etapa a la París-Niça
- 1953
  - 1r als Boucles de la Gartempe
- 1954
  - 1r al Circuit d'Auvergne
- 1955
  - Vencedor d'una etapa a la París-Niça
- 1957
  - 1r al Circuit d'Auvergne i vencedor d'una etapa
  - Vencedor d'una etapa a la Volta a Catalunya
  - Vencedor d'una etapa als Boucles de la Gartempe

### Resultats al Tour de França
- 1949. Eliminat (2a etapa)
- 1951. 39è de la classificació general
- 1952. Abandona (5a etapa)
- 1955. 51è de la classificació general